# Un moment d'égarement (film, 2015)
Pour les articles homonymes, voir Un moment d'égarement.
Pour plus de détails, voir Fiche technique et Distribution.
Un moment d'égarement est un film franco-belge réalisé par Jean-François Richet et sorti en 2015. Il s'agit d'une reprise du film de Claude Berri, sorti en 1977.

## Synopsis
Antoine (le Corse) et Laurent (le « continental »), amis de longue date, passent leurs vacances en Corse avec leurs filles respectives : Louna, 17 ans et Marie, 18 ans, qui n’apprécient ce lieu de villégiature que lorsqu’elles trouvent du réseau sur la tombe du grand-père et retrouvent des amis en vacances et d’autres jeunes adultes. Mais quand Marie, plus mûre, ne cherche qu’à faire la fête, Louna se cherche encore et souhaite trouver le « grand amour ».
Alors que les deux pères tentent tant bien que mal de canaliser les envies de leur progéniture, Louna, en quête de l’amour ultime et définitif, s’entiche de l’ami de son père. Un soir, profitant d’un bain de minuit sur la plage, Louna séduit Laurent. Ce dernier, contre dans un premier temps mais passablement éméché après une virée en boîte de nuit avec les filles, se laisse prendre au jeu. Louna, emportée par son désir d’amour enfantin, couche avec Laurent, pour qui ce n’est qu’un « moment d’égarement » qui ne doit jamais se reproduire.
Rongé par la culpabilité de son rapport sexuel avec la fille mineure de son meilleur ami, il cherche à contenir les multiples provocations de Louna, qui montre des indices sur leur relation, rapidement décelée par Marie qui se renferme alors sur elle-même. Sans pour autant dévoiler le nom de son amant, Louna se confie à son père qui décide de découvrir, par tous les moyens, de qui il s’agit. Pour Laurent, la situation devient vite ingérable entre les reproches de sa fille, les crises de nerfs répétées d’Antoine et le chantage de Louna.
Au cours d’une partie de chasse, Laurent finit par avouer sa faute à Antoine et les deux amis en viennent aux mains. Les filles de leur côté se réconcilient. Lorsqu’elles rentrent d’une énième soirée au petit matin, Louna et Marie trouvent leurs pères dehors, les visages tuméfiés. Antoine leur répond que tout va bien ; l’incident est clos.

## Fiche technique
Sauf indication contraire, les informations mentionnées dans cette section peuvent être confirmées par la base de données cinématographiques IMDb,  présente dans la section « Liens externes ».
- Titre original : Un moment d'égarement
- Titre international : One Wild Moment[1]
- Réalisation : Jean-François Richet
- Scénario : Lisa Azuelos et Jean-François Richet, d'après un scénario original de Claude Berri
- Musique : Philippe Rombi
- Décors : Émile Ghigo
- Costume : Thi Thanh Tu Nguyen
- Photographie : Robert Gantz et Pascal Marti
- Montage : Hervé Schneid
- Production : Thomas Langmann et Sébastien Delloye
  - Production déléguée : Daniel Delume
  - Production exécutive en Corse : Michel Ferracci
- Sociétés de production : Entre Chien et Loup, La Petite Reine et Palatine Étoile 12 (associative)
  - Société de co-production : Orange Studio et France 2 Cinéma[2], avec la participation de Canal+, Ciné+ et France Télévisions
- Sociétés de distribution : Mars Distribution (France)[2]
- Budget : 12 000 000 €[3]
- Genre : comédie dramatique
- Pays d'origine :  France
- Langue : français
- Durée : 105 minutes
- Format : couleur - son : Dolby Digital
- Dates de sortie[1] :
  - France : 11 juin 2015 (festival du film de Cabourg) ; 24 juin 2015 (sortie nationale)
  - Allemagne :  24 septembre 2015[3]

## Distribution
- Vincent Cassel : Laurent
- François Cluzet : Antoine
- Lola Le Lann : Louna
- Alice Isaaz : Marie
- Louka Meliava : Romain

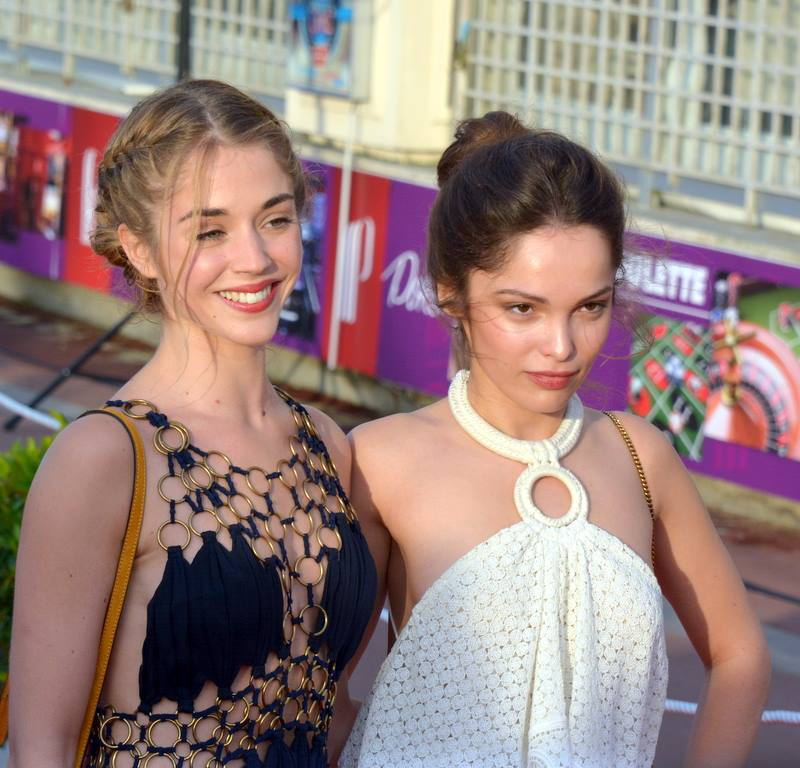
Les actrices Alice Isaaz et Lola Le Lann lors de la présentation du film au festival de Cabourg 2015.

- Noémie Merlant : Linda, la crêpière
- Philippe Nahon : le voisin d'Antoine
- Romain Apelbaum : DJ Via Notte
- François Bergoin : Ange, le chauffeur de taxi
- Annelise Hesme : Sylvie, la femme en boîte
- Samuel Torres Bianconi : le loueur de jet-ski
- Pierre-Marie Mosconi : le copain corse 1
- Thomas Bronzini : le copain corse 2
- Jacques Andreani : le moniteur de canyoning
- Daniel Delorme : le vendeur chez Gamm Vert
- Jules Pelissier : le copain de Romain
- The Hacker et Zdar : DJ Full Moon
- Patrick Sébastien : lui-même (caméo)

## Production

### Musique
La musique du film est issue des chansons écoutées par les comédiennes.
1. Lykke Li - I Follow Rivers : 4:44
2. Gesaffelstein - Pursuit : 3:30
3. Mark Ronson ft. Bruno Mars - Uptown Funk : 4:31
4. Brodinski ft. Louisahhh!!! - Let The Beat Control Your Body : 5:03
5. Major Lazer & DJ Snake - Lean On (feat. MØ) : 2:59
6. Rihanna - Diamonds : 3:45
7. Christophe - Les Mots bleus : 4:11
8. Charles Trenet - La Mer : 3:23
9. Philippe Rombi - Dans la maison : 10:47
10. Arnaud Rebotini - All You Need Is Techno : 8:14
11. The Beatangers - Nigga Who : 6:09
12. Petter - Some Polyphony : 5:11
13. Lehar - Sargas : 9:07
14. Klingande - Jubel : 4:44

### Développement

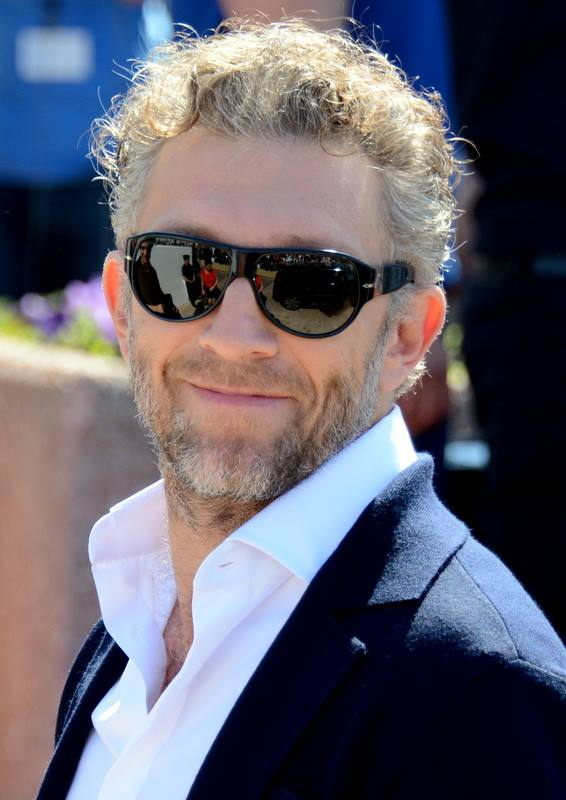
L'acteur principal Vincent Cassel l'année de sortie du film.

Thomas Langmann produit ici un remake du film réalisé dans les années 1970 par son père Claude Berri. À l'origine, il voulait en confier la réalisation à Maïwenn. Il reforme finalement l'équipe à succès qu'il avait constituée pour le diptyque sur Jacques Mesrine (Jean-François Richet à la réalisation et Vincent Cassel dans l'un des rôles principaux).
Vincent Cassel reprend le rôle tenu par Jean-Pierre Marielle dans le film de 1977, tandis que François Cluzet reprend celui tenu par Victor Lanoux. Alice Isaaz et Lola Le Lann reprennent les rôles tenus respectivement par Christine Dejoux et Agnès Soral. Le film de Claude Berri avait déjà fait l'objet d'un remake américain : La Faute à Rio (Blame it on Rio), réalisé en 1984 par Stanley Donen.
Le réalisateur Jean-François Richet n'avait pas tourné de long métrage depuis le diptyque sur Mesrine sorti en 2008. Avec ce film, il explore le genre de la comédie dramatique et délaisse ses thèmes de prédilection (la banlieue et le gangstérisme) : « On a tous plusieurs facettes et je me voyais mal rééditer ce que j’avais déjà fait (...). J’aime me confronter aux genres, je me suis confronté aux « films noirs » pour Mesrine et je voulais me confronter à la « Comédie dramatique » avec Un moment d’égarement. En général ce genre est un peu fourre-tout, pas vraiment comédie et pas vraiment dramatique. J’ai essayé de faire une vraie comédie dramatique ».
Le metteur en scène a également participé à l'écriture du scénario, en gardant à l'esprit la phrase « “dans la vie on fait comme on peut !” Je ne juge pas ces personnages. Ils ont leur problématique, quels que soient leurs défauts, leurs ratés ou leurs aveuglements. C’est comme aux échecs : chaque pion bouge selon sa propre logique et parfois il y a des confrontations. La vie, et donc l’amitié, suivent la même dramaturgie ».
Le scénario est coécrit par Lisa Azuelos, ce qui a rassuré Vincent Cassel : « À aucun moment l’histoire et le film ne devaient se faire au détriment des femmes et de Lola Le Lann qui joue le rôle de Louna. Laurent mon personnage ne devait pas apparaître comme un prédateur qui maîtrise la situation… ».

### Attribution des rôles
L'autre rôle principal masculin devait être initialement tenu par Jean Dujardin, mais ce dernier étant indisponible en raison d'un agenda surchargé, c'est finalement François Cluzet, qui reprend le rôle joué par Victor Lanoux dans le film d'origine.
Lola Le Lann et Alice Isaaz reprennent les rôles que tenaient respectivement Agnès Soral et Christine Dejoux dans le film de 1977. Si Alice Isaaz a déjà tourné dans plusieurs films, Un moment d'égarement est la première expérience de Lola Le Lann.

### Tournage
Le tournage a eu lieu principalement en Corse, dans les régions de Bastia et de Porto-Vecchio, de septembre à novembre 2014.
Au début du film, le bateau arrive au port d'Ajaccio. La scène-paysage suivante pendant le générique avec la voiture qui roule sur une route au bord de l'eau se passe près de la plage de Ventilègne (Bonifacio).
Les scènes sur la plage (baignade, jet ski…) se passent sur la partie nord de la plage de Santa Giulia. On y reconnaît le ponton pendant qu'ils marchent ainsi que les rochers dans l'eau lors de la baignade.
La balade nocturne se passe à Porto-Vecchio, cour Napoléon, la crêpière étant à l'épicerie du Soleil.
La jardinerie Gamm vert est celle de Porto-Vecchio.

## Accueil

### Accueil critique
Pour les critiques de cinéma sur le site Allociné, le film obtient une note moyenne de 2,6/5, pour 17 titres de presse compilés. De son côté, les correspondants de SensCritique lui attribuent 5/10.
Pour les avis positifs, Pierre Vavasseur écrit notamment dans Le Parisien : « Notons cette éblouissante révélation qu'est la jeune Lola Le Lann ». Jacky Bornet du site Culturebox-France TV écrit : « Un bon script, un beau casting, une mise en scène en phase : bonnes vacances ! ». Dans Le Dauphiné libéré, on peut notamment lire : « Un remake honorable, très proche de l’original de Claude Berri, dont l’enjeu semble être plus commercial qu’autre chose ». Éric Libiot de L'Express pense que le film est « Un mélange assumé et bien traité grâce, surtout, à la performance de Vincent Cassel, formidable de bout en bout et qui, mine de rien, sauve le projet ». Dans Sud Ouest, Sophie Avon souligne le travail du réalisateur : « Un autre aurait mis plus de distance mais Jean-François Richet, avec une probité d'artisan, tisse une œuvre à la fois prévisible et juste ». Frédéric Strauss de Télérama écrit notamment : « On est, cette fois, franchement dans la comédie, la farce même, et les deux stars jouent le jeu avec talent, excès compris. Leur engagement donne de la vie à une partition trop calculée et qui finit par devenir un peu mécanique ».
D'autres critiques sont plus négatives. Frédéric Mignard du site aVoir-aLire.com pense que le film est « une comédie de mœurs vieillotte qui n’était pas à (re)faire ». Dans La Voix du Nord, Philippe Lagouche pense que cette « version 2015 prend la forme d’une comédie d’été, pas très convaincante, où dialogues et situations ont été adaptés à l’époque des smartphones, des textos et de Facebook ». Barbara Théate du Journal du dimanche regrette que « ce qui pouvait sembler choquant à l'époque ne l'est plus » et la prestation de François Cluzet qui « en fait des tonnes dans le rôle du père prêt à tout pour venger l'honneur de sa fille » alors que Vincent Cassel est « impeccable, suscite la sympathie, face aux manigances d'une ado qui le fait chanter ». Aurélien Ferenczi de Télérama est mitigé et compare le film avec son modèle originel de 1977. Si Maryline Letertre de Metro pense que le « film d’origine avec Jean-Pierre Marielle et Victor Lanoux est loin d’être le meilleur film de Claude Berri », elle remarque que « Jean-François Richet, très proche de la trame originale, ne relève pas le niveau ». Dans Ouest-France, Pierre Fornerod trouve lui aussi que « Vincent Cassel assure » mais que « François Cluzet en fait des tonnes dans une comédie peu secouée par la mise en scène de Jean-François Richet ». Louis Blanchot de Chronic'art.com est quant à lui très négatif : « Un film à la nullité relativement embarrassante, dont l’imaginaire morne, les dialogues en toc et l’érotisme flagada finissent par donner l’impression d’assister à une sorte de crossover entre Lolita et Le Cœur des hommes, réalisé par Guillaume Canet ». Josué Morel de Critikat.com dénonce une mise en scène publicitaire, des dialogues clichés et remarque que c'est « une comédie dramatique embourgeoisée où chacun reste sagement soumis à son stéréotype ». Dans les Cahiers du cinéma, Florence Maillard note que Jean-François Richet « s'est compromis dans la réalisation de ce pur produit franchouillard, vaguement sordide » et souligne que le film est « privé de tout enjeu, rivé aux représentations les plus tristement figées ».

### Box-office
|                   | Entrées |
| ----------------- | ------- |
| France            | 854 153 |
| Région parisienne | 186 845 |

| Pays     | Box-office    | Pays      | Box-office  |
| -------- | ------------- | --------- | ----------- |
| France   | 4 862 921 USD | Italie    | 246 548 USD |
| Espagne  | 244 117 USD   | Allemagne | 180 685 USD |
| Ukraine  | 100 959 USD   | Grèce     | 78 959 USD  |
| Suisse   | 75 677 USD    | Portugal  | 50 427 USD  |
| Croatie  | 29 924 USD    | Autriche  | 28 706 USD  |
| Lettonie | 25 979 USD    | Estonie   | 15 684 USD  |
| TOTAL    | TOTAL         | TOTAL     | 5 940 586 $ |